# Jakub Adebar

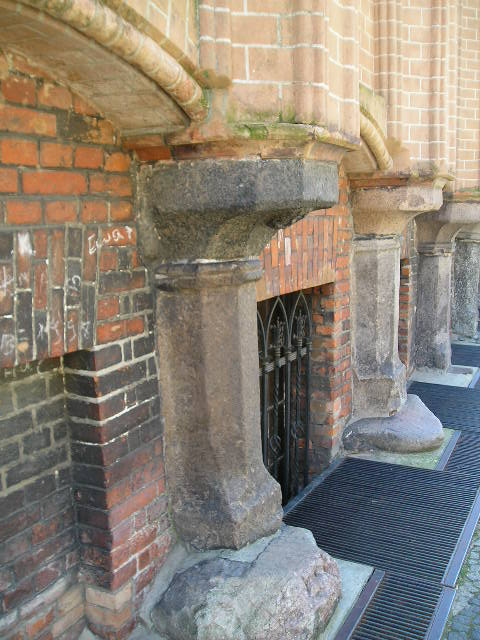
Kolumna Adebara w Kołobrzegu (pręgierz miejski)

Jakub Adebar (zm. 28 grudnia 1524 w Kołobrzegu) – szlachcic pomorski, wójt Kołobrzegu

## Historia
Był rajcą miejskim i wójtem z nadania biskupa kamieńskiego, Erazma Manteuffela. 
Przez wiele lat skonfliktowany z patrycjuszowską rodziną Schlieffenów. We wrześniu 1524 roku stanął na czele buntu mieszczan przeciwko władzy burmistrza i rady miejskiej. Po zwycięstwie został kapitanem miasta i przywódcą komuny, którą kierowała formalnie rada cechów. 
Pełniąc rzeczywiste rządy dyktatorskie dopuścił się licznych nadużyć. W grudniu został obalony przez bunt patrycjatu miejskiego. Po uwięzieniu i szybkim procesie, został ścięty pod ratuszem. 
Według legendy jego podobiznę wyrzeźbiono w XVI wieku na pręgierzu miejskim ku przestrodze dla innych, którzy chcieliby iść w jego ślady.